# Котс, Эверард
Эверард Котс (англ. Everard Cotes; 1861—1922) — индоамериканская писательница. Настоящее имя Сара Джаннетт Дункан (англ. Sara Jeannette Duncan).

## Биография
Родилась в Канаде в семье торговца галантереей. Была старшей из девяти детей. Получила педагогическое образование. В 1890 году вышла замуж за редактора английской газеты и энтомолога Эверарда Чарльза Котса в Индии, где и жила. 

## Сочинения
- «А Social Departure» (1890);
- «An American Girl in London» (1891);
- «His Honour and a Lady» (1896);
- «A Voyage of Consolation» (1898);
- «The Path of a Star» (1899);
- «On the other Side of the Latch» (1901);
- «Those Delightful Americans» (1902);
- «The Pool in the Desert» (1903);
- «The Imperialist» (1904).